# Bartosz Grzelak
Bartosz Grzelak (Szczecin, 1978. november 2. –) lengyel születésű svéd korosztályos válogatott labdarúgó, edző.

## Pályafutása

### Labdarúgóként
Pályafutása alatt játszott az AIK, az Brommapojkarna, a Frej és egy pár alacsonyabb ligákban szereplő klubok csapataiban is. A válogatottban lengyel származása ellenére Svédországot képviselte. 1996-ban hét mérkőzés erejéig tagja volt a svéd U19-es válogatottnak.

### Edzőként
2012-ben a harmadosztályú Frej vezetőedzője lett. 2014-ben a tabella 2. helyéig meneteltek, majd a rájátszáson az Östers csapatát 5–3-ra legyőzve feljutottak a Superettanba. 2018 és 2019 között a svéd U21-es válogatott segédedzője volt.
2020. augusztus 1-jén 2½ éves vezetőedzői szerződést kötött az első osztályú AIK együttesével. A 2020-as szezont a 9-ik helyig jutottak. 2021-ben pontegyenlőséggel a Malmővel, de kisebb gólkülönbséggel a 2. helyen zárták az idényt.

## Edzői statisztika
Utolsó elszámolt mérkőzés dátuma: 2025. május 3.
| Csapat     | –tól               | –ig                 | Statisztika | Statisztika | Statisztika | Statisztika | Statisztika | Statisztika | Statisztika | Statisztika |
| Csapat     | –tól               | –ig                 | M           | GY          | D           | V           | RG          | KG          | GK          | GY %        |
| ---------- | ------------------ | ------------------- | ----------- | ----------- | ----------- | ----------- | ----------- | ----------- | ----------- | ----------- |
| Frej       | 2012. január 1.    | 2017. június 25.    | 109         | 35          | 32          | 42          | 124         | 153         | –29         | 32.11%      |
| AIK        | 2020. augusztus 1. | 2022. augusztus 19. | 80          | 40          | 20          | 20          | 115         | 80          | +35         | 50%         |
| Fehérvár   | 2023. március 15.  | 2024. június 30.    | 44          | 18          | 11          | 15          | 65          | 50          | +15         | 40.91%      |
| Újpest     | 2024. július 1.    | 2025. május 3.      | 34          | 11          | 12          | 11          | 43          | 44          | –1          | 32.35%      |
| Összesítve | Összesítve         | Összesítve          | 267         | 104         | 75          | 88          | 347         | 327         | +20         | 38.95%      |

## Fordítás
Ez a szócikk részben vagy egészben  a   Bartosz Grzelak című angol Wikipédia-szócikk fordításán alapul.  Az eredeti cikk szerkesztőit annak laptörténete sorolja fel. Ez a jelzés csupán a megfogalmazás eredetét és a szerzői jogokat jelzi, nem szolgál a cikkben szereplő információk forrásmegjelöléseként.